# Municipio de Liberty (condado de Johnson)
El municipio de Liberty (en inglés: Liberty Township) es un municipio ubicado en el condado de Johnson en el estado estadounidense de Iowa. En el año 2010 tenía una población de 1104 habitantes y una densidad poblacional de 18,78 personas por km².

## Geografía
El municipio de Liberty se encuentra ubicado en las coordenadas 41°33′4″N 91°34′6″O / 41.55111, -91.56833. Según la Oficina del Censo de los Estados Unidos, el municipio tiene una superficie total de 58.79 km², de la cual 58,48 km² corresponden a tierra firme y (0,53 %) 0,31 km² es agua.

## Demografía
Según el censo de 2010, había 1104 personas residiendo en el municipio de Liberty. La densidad de población era de 18,78 hab./km². De los 1104 habitantes, el municipio de Liberty estaba compuesto por el 94,38 % blancos, el 0,36 % eran afroamericanos, el 0,54 % eran amerindios, el 1 % eran asiáticos, el 0,91 % eran de otras razas y el 2,81 % eran de una mezcla de razas. Del total de la población el 4,26 % eran hispanos o latinos de cualquier raza.